# Kafka (Fernsehserie)
Kafka ist eine österreichische Fernsehserie aus dem Jahr 2024 von David Schalko (Regie) und Daniel Kehlmann (Drehbuch) mit Joel Basman in der Titelrolle als Franz Kafka. Die Filmbiografie wurde im Februar 2024 im Rahmen der Berlinale 2024 im Programm des Berlinale Series Markets vorgestellt.

## Handlung
Die Serie behandelt neben Kafkas schwierigem Verhältnis zu seinem tyrannischen Vater seine Liebesbeziehungen mit Felice Bauer, Milena Jesenská und Dora Dymant und seine Freundschaft zu Max Brod. Das Drehbuch basiert auf der dreibändigen Kafka-Biografie von Reiner Stach.

## Produktion und Hintergrund
Die Dreharbeiten fanden vom 28. Februar bis zum 19. Juni 2023 in Wien, Salzburg und Niederösterreich statt. Gedreht wurde unter anderem im Eisenbahnmuseum Strasshof.
Die Serie wurde von der österreichischen Superfilm (Produzenten David Schalko und John Lueftner) produziert, beteiligt waren der Österreichische Rundfunk sowie die Anstalten der ARD (NDR, WDR, SWR, BR, MDR, rbb, hr, SR und Radio Bremen). Unterstützt wurde die Produktion von FISA+, vom Fernsehfonds Austria und dem Filmfonds Wien.
Die Titelrolle des Franz Kafka wurde mit Joel Basman besetzt, weitere Hauptrollen übernahmen David Kross als Max Brod (ursprünglich war hierfür Daniel Brühl angekündigt), Nicholas Ofczarek als Hermann Kafka und Liv Lisa Fries als Milena Jesenská. Als Fachberater fungierte Reiner Stach, auf dessen dreibändiger Kafka-Biografie das Drehbuch basiert. Ein wiederkehrendes Handlungselement ist die von Kafka vertretene Kaumethode von Horace Fletcher, der zufolge Speisen vor dem Herunterschlucken gründlich gekaut werden müssen.
Die Kamera führte Martin Gschlacht, das Kostümbild gestaltete Alfred Mayerhofer, das Szenenbild Hannes Salat, den Ton Odo Grötschnig und die Maske Cordula Lingler und Christine Akbaba. Als Intimitätskoordinatorin fungierte Katharina Haudum.

## Veröffentlichung
Die Filmbiografie wurde im Februar 2024 im Rahmen der Berlinale 2024 im Programm des Berlinale Series Markets vorgestellt.
ORF-Premiere war am 24. und 25. März 2024 mit jeweils drei Folgen. Seit dem 20. März 2024 sind alle sechs Folgen über die ARD Mediathek abrufbar. Die Erstausstrahlung im Ersten mit jeweils drei Folgen fand am 26. und 27. März 2024 anlässlich des 100. Todestages von Kafka am 3. Juni statt. Auf DVD soll die Serie am 28. Juni 2024 veröffentlicht werden.
Die Serie wurde unter anderem nach Tschechien, in die Slowakei, Slowenien, Finnland, Schweden, Großbritannien, Mexiko und in die Schweiz lizenziert.
Im März 2024 kam außerdem die Romanverfilmung Die Herrlichkeit des Lebens über das letzte Lebensjahr von Kafka in die deutschen Kinos.

## Episodenliste
| Nr. (ges.) | Nr. (St.) | Originaltitel                      | Erstveröffentlichung Deutschland |
| ---------- | --------- | ---------------------------------- | -------------------------------- |
| 1          | 1         | Max                                | 20. März 2024                    |
| 2          | 2         | Felice                             | 20. März 2024                    |
| 3          | 3         | Familie                            | 20. März 2024                    |
| 4          | 4         | Bureau (Alternativtitel: Das Büro) | 20. März 2024                    |
| 5          | 5         | Milena                             | 20. März 2024                    |
| 6          | 6         | Dora                               | 20. März 2024                    |

## Rezeption

### Kritiken
Die Serie wurde sehr positiv rezipiert. Arno Frank schrieb in Der Spiegel unter anderem: „Tatsächlich hat man ein so fulminantes und vergnügliches Biopic wie dieses im deutschen Fernsehen noch nicht gesehen. »Kafka« setzt in diesem Genre neue Maßstäbe.“ Auch in Die Tageszeitung heißt es, die Miniserie von David Schalko und Daniel Kehlmann setze „Maßstäbe für zukünftige Biopic-Serien“. Sandra Kegel lobt die Filmbiografie in der Frankfurter Allgemeine Zeitung als „erfrischend kühn, literaturhistorisch genau und bestechend in der Form“.
Die Zeit bezeichnet sie als „eine ebenso ambitioniert wie fundiert umgesetzte Serie“. Der Sechsteiler komme dem Literaten Franz Kafka „erstaunlich nahe, ohne dass er auch nur im Mindesten trivialisiert wird“, rezensiert Bert Rebhandl in der Frankfurter Allgemeine Sonntagszeitung. Im Hamburger Abendblatt wird die Serie als „nicht weniger als sensationell“ und „TV-Ereignis des Jahres“ bezeichnet. BR24 nennt sie einen „Meilenstein filmischer Biographik“ und Joel Basman in der Titelrolle „eine ideale Besetzung“.
Thomas Gehringer bewertete die Serie auf tittelbach.tv mit 5,5 von 6 Sternen. Die gelungene Symbiose aus Literatur und Fernsehen sei ein herausragendes Beispiel für biografisches Erzählen über eine historische Figur. Die kenntnis- und lehrreiche, zugleich unterhaltsame und fantasievoll inszenierte Reise durch Leben und Literatur von Franz Kafka sei ein erstklassig besetztes Vorzeigeprojekt zur Zeitgeschichte und weit mehr als ein Vergnügen nur für Literaturkenner.
Oliver Armknecht vergab auf film-rezensionen.de acht von zehn Punkten. Kafka zeige die Tragik seines Lebens, aber mit viel Humor und einer sehr guten Besetzung, welche die Serie zu einem Ereignis mache.
Oliver Alexander bezeichnete die Produktion auf Quotenmeter.de als „Fernseh-Highlight des Frühlings“. Neben dem überraschend humorvollen Einblick in das Leben von Franz Kafka lobte er die „hervorragende schauspielerische Leistung des Ensembles“ sowie die „virtuose visuelle Gestaltung“. Die Szenen seien liebevoll und mit enormem Detailreichtum inszeniert, wobei jeder Schauplatz und jedes Kostüm die Atmosphäre der Zeit perfekt einfange.

### Einschaltquote

#### Österreich
In Österreich wurde die sechsteilige Miniserie an zwei Tagen auf ORF1 ausgestrahlt.
| Episode | Datum         | Zuschauer  | Zuschauer       | Marktanteil | Marktanteil     | Quellen |
| Episode | Datum         | Gesamt     | 14 bis 49 Jahre | Marktanteil | Marktanteil     | Quellen |
| Episode | Datum         | Gesamt     | 14 bis 49 Jahre | Gesamt      | 14 bis 49 Jahre | Quellen |
| ------- | ------------- | ---------- | --------------- | ----------- | --------------- | ------- |
| 1       | 24. März 2024 | 0,289 Mio. | –               | 10,0 %      | –               | [ 28 ]  |
| 2       | 24. März 2024 | 0,195 Mio. | –               | –           | –               | [ 27 ]  |
| 3       | 24. März 2024 | 0,141 Mio. | –               | 7,0 %       | –               | [ 28 ]  |
| 4       | 25. März 2024 | 0,168 Mio. | –               | 6,0 %       | –               | [ 29 ]  |
| 5       | 25. März 2024 | –          | –               | –           | –               | –       |
| 6       | 25. März 2024 | 0,14 Mio.  | –               | 7,0 %       | –               | [ 29 ]  |

#### Deutschland
Nachdem die Serie in Österreich ausgestrahlt wurde, sendete das Erste die Serie in Deutschland.
| Episode | Datum         | Zuschauer | Zuschauer       | Marktanteil | Marktanteil     | Quellen |
| Episode | Datum         | Gesamt    | 14 bis 49 Jahre | Marktanteil | Marktanteil     | Quellen |
| Episode | Datum         | Gesamt    | 14 bis 49 Jahre | Gesamt      | 14 bis 49 Jahre | Quellen |
| ------- | ------------- | --------- | --------------- | ----------- | --------------- | ------- |
| 1       | 26. März 2024 | 2,04 Mio. | 0,38 Mio.       | 7,5 %       | 6,5 %           | [ 30 ]  |
| 2       | 26. März 2024 | 1,20 Mio. | 0,23 Mio.       | 4,3 %       | 3,5 %           | [ 30 ]  |
| 3       | 26. März 2024 | 1,00 Mio. | 0,2 Mio.        | 4,0 %       | 3,4 %           | [ 30 ]  |
| 4       | 27. März 2024 | 1,35 Mio. | 0,2 Mio.        | 5,4 %       | 4,0 %           | [ 31 ]  |
| 5       | 27. März 2024 | 1,15 Mio. | 0,13 Mio.       | 4,8 %       | 2,6 %           | [ 31 ]  |
| 6       | 27. März 2024 | –         | –               | –           | –               | –       |

## Auszeichnungen und Nominierungen
Blauer Panther – TV & Streaming Award 2024
- Nominierung als bester Schauspieler (David Kross)[32]

moving history – Festival des historischen Films Potsdam 2024
- Auszeichnung mit dem CLIO Award (David Schalko)[33][34]

Grimme-Preis 2025
- Nominierung in der Kategorie Fiktion[35]
  - Buch: Daniel Kehlmann, David Schalko (Co-Autor)
  - Regie: David Schalko
  - Redaktion: Christian Granderath, Philine Rosenberg (NDR); Klaus Lintschinger (ORF); Claudia Simionescu (BR); Sven Döbler (MDR); Manfred Hattendorf (SWR); Sophie Seitz, Frank Tönsmann (WDR); Kerstin Freels (rbb); Jörg Himstedt (hr); Andrea Etspüler (SR); Annette Strelow (Radio Bremen)
  - Produktion: John Lueftner, David Schalko, Katharina Theissen

Deutsche Akademie für Fernsehen (DAfFNE) 2024
- Auszeichnung in der Kategorie Kostümbild (Alfred Mayerhofer)[36]